# Amlan
Cet article possède un paronyme, voir Amla.
Amlan est une localité de la province du Negros oriental, aux Philippines. En 2015, elle compte 23 624 habitants.